# Marhaň
Marhaň (in ungherese Margonya, in tedesco Margenau) è un comune della Slovacchia facente parte del distretto di Bardejov, nella regione di Prešov.

## Storia
Il villaggio viene citato per la prima volta nel 1277. All'epoca appartenne a numerosi piccoli feudatari della zona finché nel 1299 passò agli Aba che con i villaggi di Brezov e Lascov costituirono la Signoria di Marhaň. Nel XVI secolo passò ai Báthory e nel secolo successivo ai Desseffwy che lo mantennero fino al XIX secolo.